# 이송관할
이송관할(Removal Jurisdiction) 혹은 이관관할은 미국의 민사소송법상 관할로 피고가 주법원에서 연방법원으로 사건을 이송할 것으로 요청할 수 있는 권리를 말한다. 이는 미국법상 원고가 적법한 소송지를 결정할 수 있는 원칙에 대한 예외이다. 이송관할에 따른 이송은 피고가 주법원에 이송을 원하는 법원을 명시하고 이송을 청구하면서 개시된다. 피고의 이송요구가 부적절한 경우, 법원은 주법원에 환송시킬 수 있다. 

## 참고 문헌
- 서철원, 『미국 민사소송법』. 법원사, 2005. ISBN 978-89-91512-02-3